# Bratislava hlavná stanica

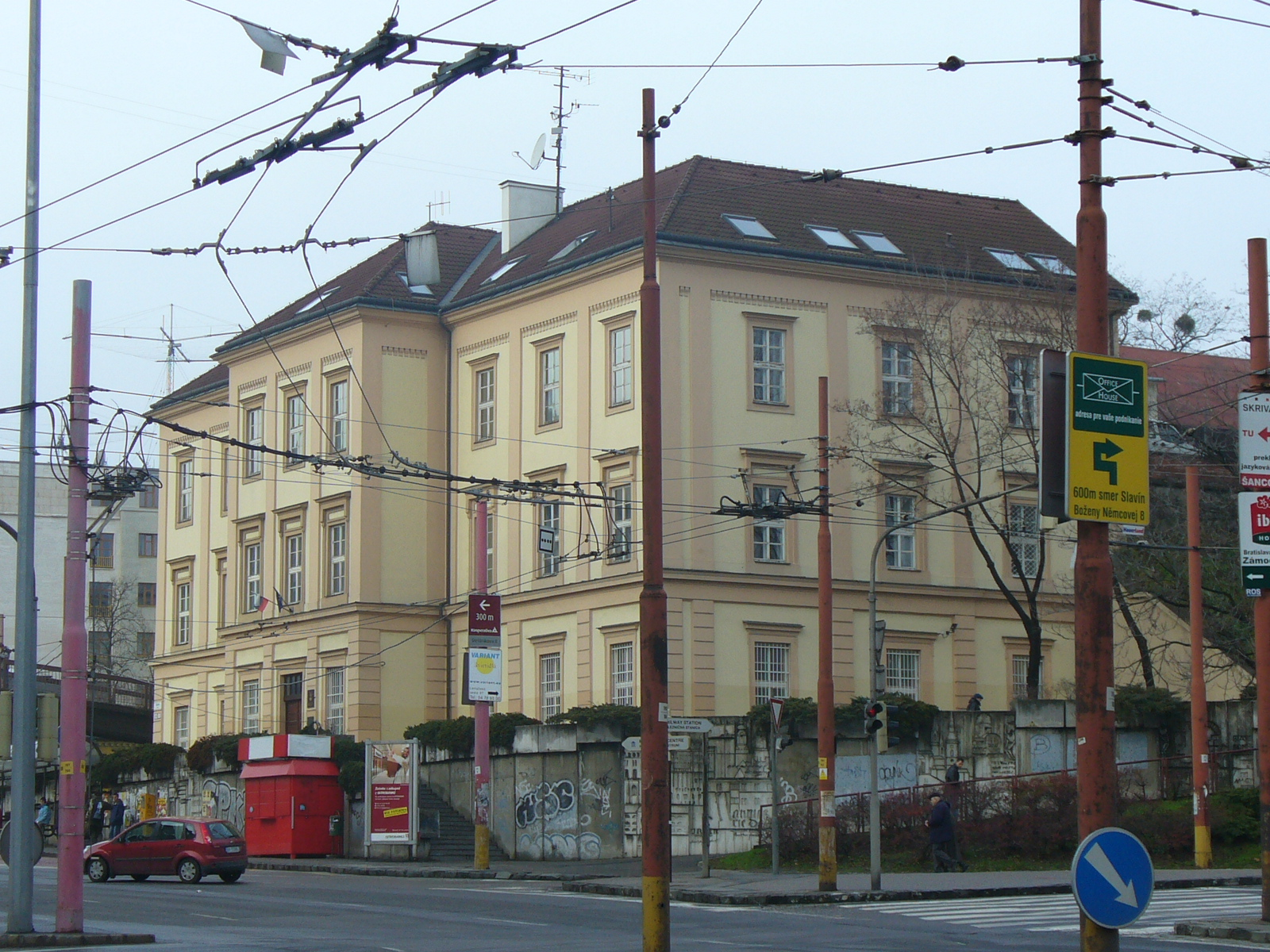
Pierwszy budynek dworca z 1848

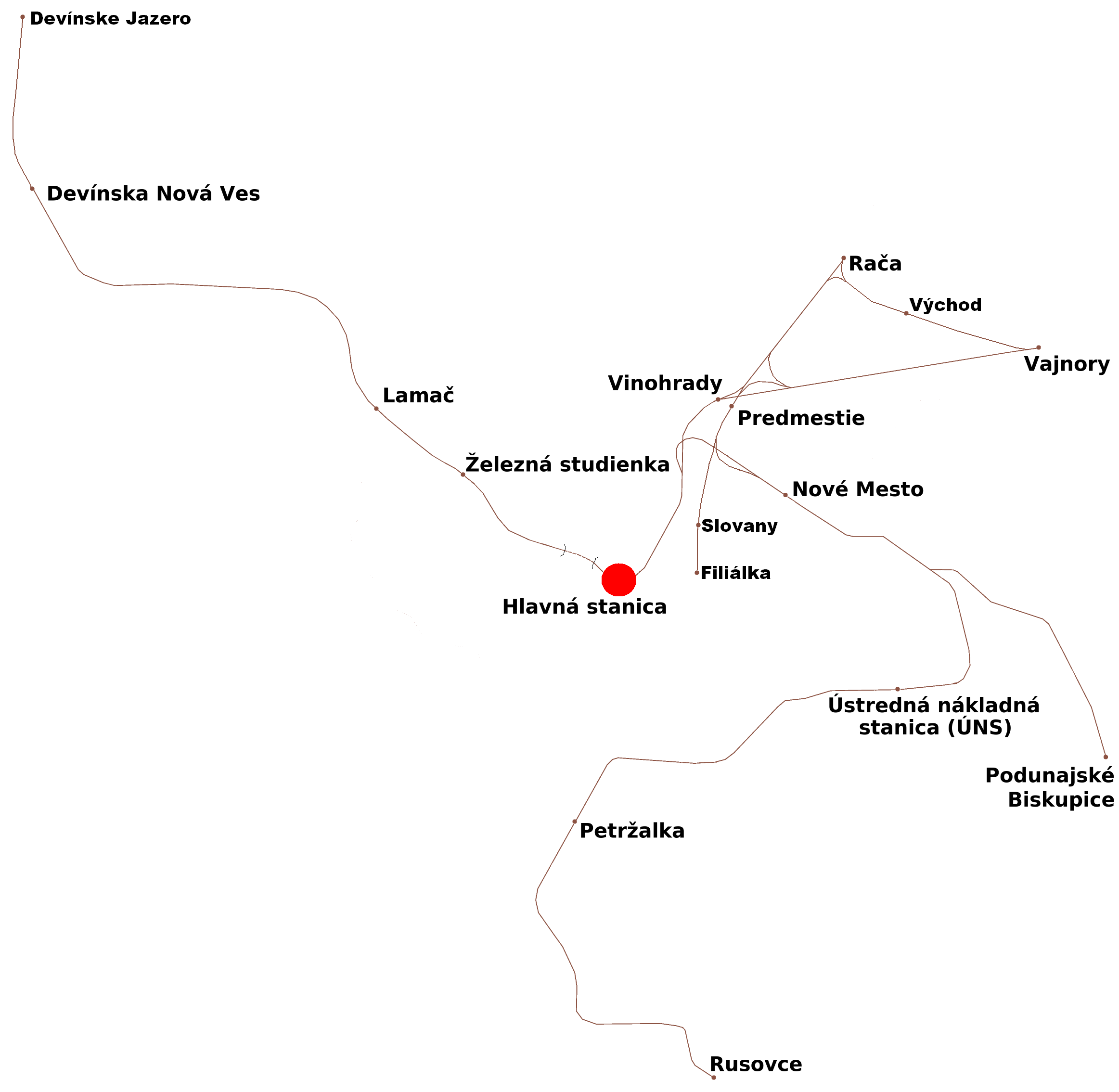
Położenie Dworca Głównego – schemat sieci kolejowej w Bratysławie

Bratislava hlavná stanica – główny dworzec kolejowy w Bratysławie i największy na Słowacji. Ma połączenia m.in. do Wiednia, Budapesztu, Pragi i Berlina.
Wcześniejsze nazwy – początkowo Staats-Bahnhof, potem Pressburg Hauptbahnhof, po węgiersku Pozsony főpályaudvar.
Pierwszy budynek dworca stanął w ówczesnym Pozsony w 1848 roku – klasycystyczna konstrukcja służyła jako dworzec linii do Wiednia. Istnieje do dziś, obecnie znajduje się w nim siedziba policji kolejowej, a fragment końcowych zabudowań przekazano na miejsce ekspozycji Muzeum Transportu. W 1905 roku powstał kolejny dworzec, w związku z otwarciem linii do Budapesztu - jego architektem był Ferenc Plaff, autor wielu węgierskich dworców kolejowych. Początkowo był w stylu eklektycznym, przebudowa w latach 60. XX wieku nadała mu cechy charakterystyczne dla architektury socjalistycznej. Jest on wykorzystywany zgodnie ze swoim przeznaczeniem do dziś.
Kolejna, trzecia już konstrukcja, pochodzi z roku 1988 i została dobudowana do drugiego dworca. W związku z planowaną przebudową placu przed dworcem ta ostatnia ma zostać wyburzona.

## Rekonstrukcja
Od 10 maja 2012 roku na Dworcu Głównym trwa przebudowa linii trakcyjnej. Prace zaplanowano etapowo na okres kolejnych 9 miesięcy. Powodem odbudowy była awaryjność linii trakcyjnej, którą uruchomiono w 1967 roku. Renowację planowano 10–15 lat temu. Rozebrano pierwotną linię trakcyjną i zamontowano nowe podpory bramy oraz wsporniki izolowane pionowo. 
Planowanej przebudowy budynku dworca na razie nie widać. Nie przeprowadzono rekonstrukcji czwartego korytarza, a piąty korytarz jest rekonstruowany wyłącznie od stacji Bratysława-Rača. 
Latem 2018 roku wyremontowano dawną restaurację w starej części dworca i przebudowano ją na poczekalnię. Krytykowano ją głównie ze względu na wysoką cenę, która według wielu była nieproporcjonalna do menu. Na początku 2019 roku kolejarze udostępnili zwiedzającym dawny tunel serwisowy z windami na poszczególne perony, który ma służyć pasażerom unieruchomionym oraz osobom ze zbyt dużym bagażem.
W sierpniu 2018 roku premier Peter Pellegrini zapowiedział , że rząd przeznaczy 2,8 mln euro na naprawę okładzin, fasad i oświetlenia stacji oraz przeprojektowanie przestrzeni wewnętrznej. Prace rekonstrukcyjne powinny zakończyć się przed rozpoczęciem Mistrzostw Świata w hokeju na lodzie w 2019 roku.  Powołano także grupę roboczą, której zadaniem było zaproponowanie kompleksowego rozwiązania rozwoju i modernizacji stacji. W styczniu 2019 r. Minister Transportu Árpád Érsek przyznał jednak, że Dworzec Główny nie zostanie odnowiony w obiecanym terminie. Zamiast tego ŽSR wyczyścił go jedynie na potrzeby Mistrzostw Świata, usunął smog wizualny i zainstalował nowy system informacji pasażerskiej.

## Architektura stacji

### Hol wejściowy
Hol wejściowy składa się z dwóch części - starszego, pierwotnego budynku stacji z 1871 r. i nowszej rozbudowy z 1989 r. W holu wejściowym mieści się większość usług dla pasażerów, takich jak sprzedaż biletów, przechowalnia bagażu, centrum obsługi klienta ZSSK , restauracja i kilka bufetów.

### Perony
Stacja posiada 6 peronów. Perony 1 i 6 są jednotorowe, pozostałe dwutorowe. Pomiędzy peronami 2 i 3 znajdują się również dwa tory dla pociągów, które nie zatrzymują się na stacji (zwłaszcza pociągów towarowych). Najdłuższy tor znajduje się na peronie 3 o numerze 10 – jest wystarczająco długi, aby pomieścić 13-wagonowe składy. Dostęp na peron 1 odbywa się bezpośrednio z budynku stacji i jest bezbarierowy. Dostęp do peronów 2, 3, 4 i 5 odbywa się poprzez trzy przejścia podziemne. Ale tylko jeden z nich jest przystosowany dla osób poruszających się na wózkach inwalidzkich. Na stacji są windy na poszczególne perony. Najrzadziej używany jest peron 6, będący kontynuacją peronu 1 i dostęp do niego również odbywa się wyłącznie z tego peronu.

### Dzieła sztuki
Nad głównym wejściem do drugiego budynku stacji wisi dzieło sztuki „Skrzydlate koło” autorstwa akademickiej rzeźbiarki Heleny Mandičovej-Šinályovej. Wykonany jest z brązu i zamontowany na dachu oczyszczonego już budynku stacji w 1939 roku.
W przedsionku zabytkowego budynku znajduje się wielkoformatowy fresk w stylu socrealizmu, wykonany w 1960 roku przez malarza akademickiego Františka Gajdoša, zajmujący całą szerokość ściany nad wejściem na peron i przejściem podziemnym.

## Usługi
W grudniu 2014 roku na stacji jako tragarze rozpoczęło pracę 7 bezdomnych. Usługa była bezpłatna dla pasażerów, a pracownicy otrzymywali płacę minimalną. Nosili mundury i przestrzegali kodeksu postępowania. W sumie pracowało 14 różnych tragarzy, siedmiu z nich znalazło i utrzymało pracę. Usługa funkcjonowała do 2019 roku, kiedy to w związku z uruchomieniem wind zakończyła swoją działalność OZ Proti trúru.
| Bratislava hlavná stanica     |  |                              |
| Linia 100 Bratislava–Marchegg |  |                              |
|                               |  | Bratislava-Železná studienka |